# Heihachirō Ōshio
Heihachirō Ōshio (jap. 大塩平八郎 Ōshio Heihachirō; ur. 1793, zm. 1837) – japoński samuraj, przywódca nieudanej zbrojnej rebelii chłopskiej w 1837 roku.

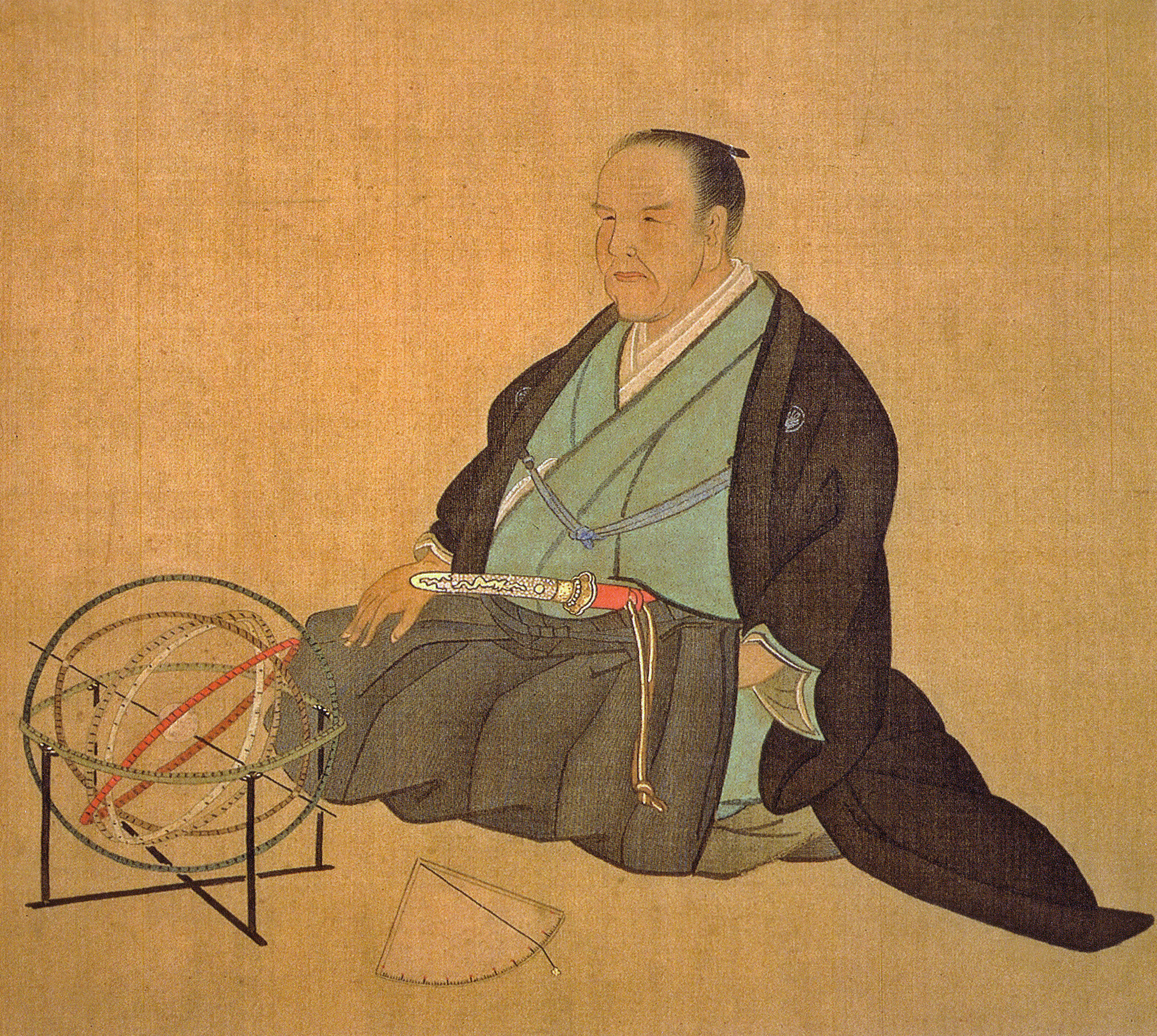
Heihachirō Ōshio

Pełnił, sprawowaną przez jego rodzinę dziedzicznie, funkcję naczelnika straży miejskiej (machi yoriki) w Osace. Interesował się neokonfucjańską filozofią Wang Yangminga. Nie mogąc pogodzić wypływających z niej nakazów moralnych z dostrzeganą wokół niesprawiedliwością w 1830 roku zrezygnował ze stanowisk urzędniczych i oddał się studiom, zakładając w swojej posiadłości szkołę filozoficzną noszącą nazwę Senshindō (洗心洞). W 1833 roku opublikował dzieło pt. Senshindō Sakki (洗心洞箚記), w którym głosił idee sprawiedliwości społecznej.
Gdy w 1833 roku kraj nawiedziła klęska głodu, Ōshio protestował przeciwko spekulowaniu przez kupców cenami żywności i zaoferował miejscowym władzom swoje usługi, spotkał się jednak z odmową. W tej sytuacji sprzedał swój własny majątek i zakupił ryż, który następnie rozdawał ubogim. Ostatecznie wystosował manifest do chłopów, wzywając ich do chwycenia za broń przeciw niesprawiedliwej władzy. Powstanie, które wybuchło w 1837 roku, upadło po zaledwie jednym dniu. Chociaż buntownicy zajęli i splądrowali magazyny ryżu oraz spalili domy należące do znienawidzonych kupców, nie udało im się zrealizować pierwotnego planu zdobycia zamku w Osace. Ōshio musiał się ukrywać, a gdy go zdemaskowano, popełnił seppuku.